# Sideroxylon
Sideroxylon (sin. Bumelia Sw.) es un género de plantas perteneciente a la familia Sapotaceae. Hay unas 70 especies distribuidas por los Neotrópicos, pero también en África, Madagascar y las islas Mascareñas. La única especie del sur de África es el árbol Sideroxylon inerme, está asociado con árboles de lugares históricos, y son declarados individualmente monumentos nacionales debido a su gran longevidad. El Sideroxylon grandiflorum de Isla Mauricio vivió en simbiosis con el dodo y ha sufrido con su desaparición.

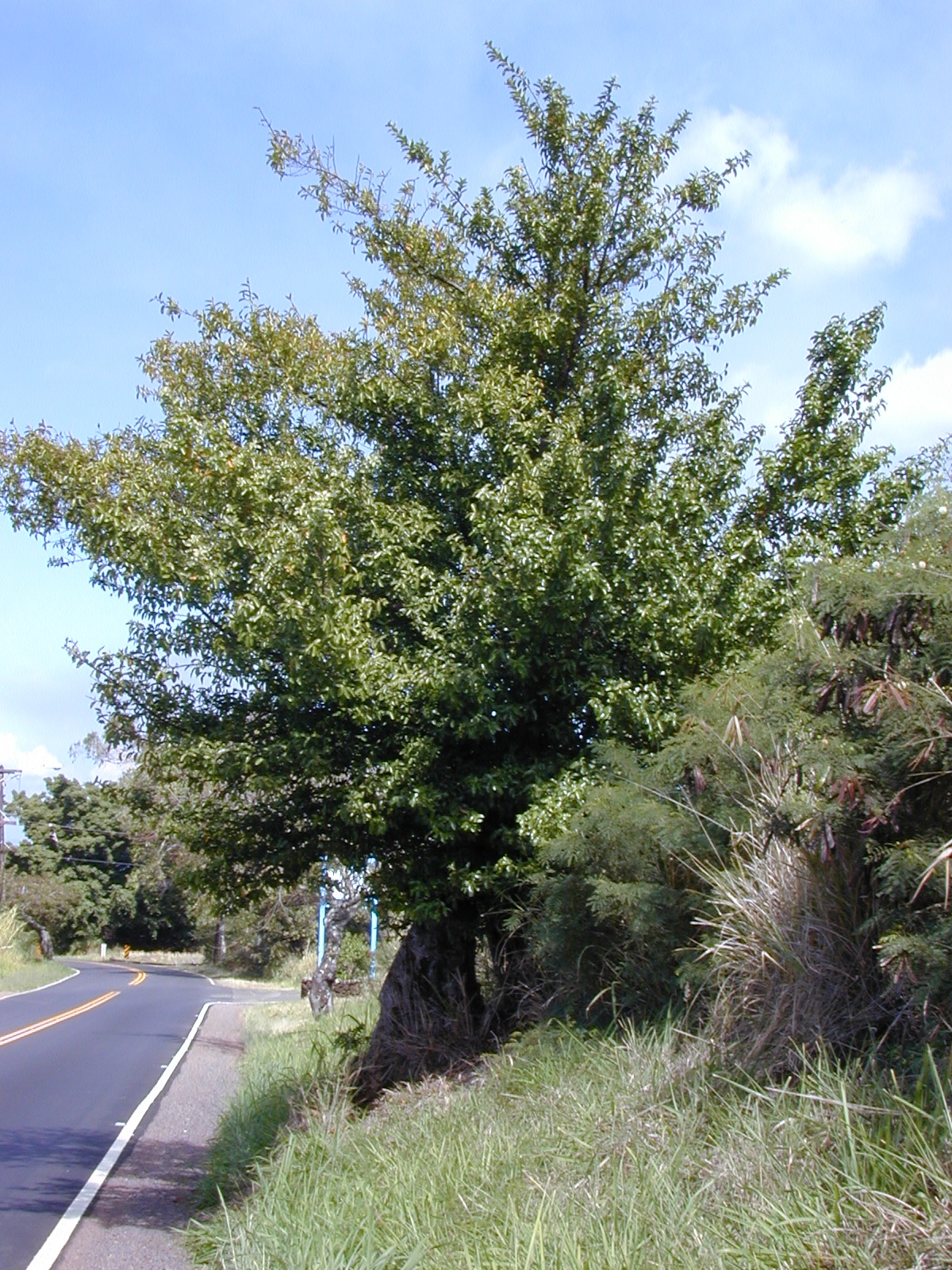
S. persimile

## Especies seleccionadas
- Sideroxylon acutangulum Ducke
- Sideroxylon alachuense
- Sideroxylon americanum (Mill.) T.D. Penn. - cocuyo de Cuba[1]
- Sideroxylon argenteum Pierre
- Sideroxylon australe - Australia
- Sideroxylon bangii Rusby
- Sideroxylon betsimisarakum Lecomte (Madagascar)
- Sideroxylon bolivianum Rusby
- Sideroxylon borbonicum A.DC.
- Sideroxylon boutonianum (Mauricio)
- Sideroxylon canariense (Islas Canarias)
- Sideroxylon capiri
- Sideroxylon cartilagineum
- Sideroxylon celastrinum (Kunth) T.D. Penn.
- Sideroxylon cinereum (Mauricio)
- Sideroxylon costatum
- Sideroxylon crassipedicellatum Mart. & Eichler Baehni
- Sideroxylon cubense – Espejuelo
- Sideroxylon cuneatum Raunk.
- Sideroxylon cuspidatum A.DC.
- Sideroxylon cylindrocarpum Poepp.
- Sideroxylon cymosum
- Sideroxylon cyrtobotryum Mart.
- Sideroxylon eerwah
- Sideroxylon elegans A.DC.
- Sideroxylon eriocarpum (Vulnerable)
- Sideroxylon floribundum Griseb.
- Sideroxylon foetidissimum Jacq. - jocuma amarilla de Cuba, auzuba de la Española.[1]
- Sideroxylon galeatum (Vulnerable)
- Sideroxylon gardnerianum A.DC.
- Sideroxylon grandiflorum Tambalacoque
- Sideroxylon grandifolium (Mauricio)
- Sideroxylon guyanense A.DC.
- Sideroxylon hirtiantherum T.D.Penn. (Guatemala)
- Sideroxylon horridum (Griseb.) T.D.Penn. (Cuba) - jequí espinoso, sapote espinoso.[1]
- Sideroxylon ibarrae T.D.Penn. (Guatemala)
- Sideroxylon inerme L. - leño fierro de Etiopía[1]
- Sideroxylon lanuginosum Michx.
- Sideroxylon leucophyllum
- Sideroxylon lycioides L.
- Sideroxylon macranthum
- Sideroxylon majus (Gaertn.f.) Baehni (Vulnerable)
- Sideroxylon marginatum (Decne. Ex Webb)
- Sideroxylon mascatense (A. DC.) T.D. Penn. (Arabia)
- Sideroxylon mastichodendroides
- Sideroxylon mermulana Lowe - mermulana de Madeira[1]
- Sideroxylon mirmulans R.Br. (Canarias y Madeira)
- Sideroxylon obovatum – Breakbill
- Sideroxylon obtusifolium (Roem. & Schult.) T.D.Penn.
- Sideroxylon occidentale (Hemsl.) T.D.Penn. (México)
- Sideroxylon pacurero Loefl.
- Sideroxylon palmeri (México)
- Sideroxylon persimile (Hemsl.) T.D. Penn.
- Sideroxylon portoricense Urb. – Puerto Rico - cocuyo de Cuba, cucuyo de Cuba, jiquí de Cuba.[1]
- Sideroxylon puberulum (Mauricio)
- Sideroxylon reclinatum Michx.
- Sideroxylon repens (Urb. and Ekman) T.D. Penn.
- Sideroxylon reticulatum Britton
- Sideroxylon robustum Mart. & Eichler
- Sideroxylon rufum Mart. & Eichler
- Sideroxylon rugosum Roem. & Schult.
- Sideroxylon saldanhaei Glaz.
- Sideroxylon salicifolium (L.) Lam - almendro silvestre de Cuba, cuya de Cuba, galimeta de Jamaica, jocuma blanca de Cuba.[1]
- Sideroxylon saxorum Lecomte (Madagascar)
- Sideroxylon sessiliflorum (Mauricio, Vulnerable)
- Sideroxylon spinosum
- Sideroxylon spruceanum Mart. & Miq.
- Sideroxylon stevensonii (Standl.) T.D. Penn.
- Sideroxylon tempisque
- Sideroxylon tenax L. – (Vulnerable)
- Sideroxylon thornei – (Vulnerable)
- Sideroxylon venulosum Mart. & Eichler
- Sideroxylon wightianum S. Mori

Nota: Algunas especies en esta lista han sido trasladados a otros géneros, por ejemplo Sideroxylon costatum es ahora Pouteria costata.

## Sinónimos
- Apterygia, Auzuba, Bumelia, Calvaria, Cryptogyne, Decateles, Dipholis, Lyciodes, Mastichodendron, Monotheca, Reptonia, Sclerocladus, Sclerozus, Sinosideroxylon, Spiniluma, Spondogona, Tatina